# Timana amplissimata
Timana amplissimata är en fjärilsart som beskrevs av Walker 1862. Timana amplissimata ingår i släktet Timana och familjen mätare. Inga underarter finns listade i Catalogue of Life.